# Серф из Калросса
Серф из Калросса или Серван (ок. 500 — ок. 583) — христианский епископ, память 1 июля. Святой Серф, или Серван, проповедовал в западном Файфе, Шотландия. Его также иногда именуют апостолом Оркнейским и считают основателем города Курес.

## Агиография
Согласно одному из преданий, св. Серван был сыном Элиуда, царя Ханаанского и его жены Альфии, дочери царя Аравийского. Бездетные в течение долгого времени, они родили двух сыновей, вторым из которых был св. Серф. Св. Серф пришёл в Рим, где обрёл такую репутацию святости, что был избран Папой и правил семь лет.
Он путешествовал по Галлии и Англии после того, как покинул св. престол, и прибыл в Шотландию. Там он встретил Адамнана, игумена с острова Айона, который показал ему остров на озере Лох-Ливен, впоследствии названном островом св. Серфа. В то время этот остров был частью пиктского королевства Фиб, иначе Файф. Св. Серф воздвиг на острове молельню и оставался там семь лет.
Центром его почитания был Курес, который, по преданию, был основан им самим. В Даннинге, что в Стрэтхерне, по преданию он убил дракона своим епископским посохом.
«Наконец, после многих чудес, после божественной добродетели, после основания многих церквей, [св. Серф], благословил братию и испустил дух в своей келии в Даннинг, в первый день июля, и его ученики вместе с народом перенесли его тело в Куиленросс [Калросс] и там, со псалмами, гимнами и кантами его с честью похоронили».
По преданию, св. Серф дал приют св. Теневе из Глазго, которая родила св. Кентигерна, которого он назвал Мунго. Имеется предание, согласно которому св. Кентигерн оживил его домашнюю птичку зарянку, убитую его учениками.